# Mielka
NPO法人Mielkaとは京都府京都市上京区にある団体。「10代・20代の投票の量と質の向上」を目指し、若者の政治・選挙・投票への関心を高める活動をしている
代表理事は在日韓国人で弁護士の徐東輝